# Lesothosaurus
Lesothosaurus je rod dinosaura koji je živio tijekom jure u današnoj Južnoafričkoj Republici i Lesotu.

## Opis
Bio je nešto veći od psa. Tijelo mu je bilo dugo i pokriveno ljuskama. Vrat je bio kratak i debeljuškast. Na maloj glavi nalazile su se velike oči i gubica u obliku kljuna u kojem su se nalazili mali zubi. Prednje noge su bile zdepaste i kratke, a stražnje duge i prilagođene za brzo trčanje. Njegov rep je bio dug. Hranio se raznim biljkama.

## Povijest istraživanja
Rod Lesothosaurus pripada redu Ornithischia kojeg čine dinosauri biljožderi. Znanstveno ime dao mu ga je paleontolog Peter Malcom Galton 1978. godine; ono znači „gušter iz Lesota”. Monotipična je vrsta, što znači da se unutar roda Lesothosaurus nalazi samo jedna vrsta, a to je  Lesothosaurus diagnosticus.
Rod Lesothosaurus izvorno je smatran ornitopodnim. Međutim, novije djelo Paula Serena sugeriralo je da rod jedan od najprimitivnih rodova reda Ornithischia. Taksonomijska povijest roda Lesothosaurusje  kompleksna te je rod miješan s rodom Fabrosaurus, malim rodom koji također pripada redu Ornithischia te čiji su članovi pronađeni na istom lokalitet kao rod Lesothosaurus. Godine 2005., Richard J. Butler objavio je novu filogenetičku studiju o pripadnicima reda Ornithischia, u kojoj je predložio da je rod Lesothosaurus bio bazalni član kladusa Neornithischia.